# Baseball ai X Giochi panamericani
Il baseball ai X Giochi panamericani si svolse ad Indianapolis, in Canada, nell'agosto del 1987. Presero parte al torneo cinque formazioni e la vittoria finale andò alla nazionale cubana. Il torneo serviva anche per qualificare le prime due classificate ai Giochi olimpici di Seul dell'anno successivo, dove il baseball era in programma come sport dimostrativo, anche se poi Cuba boicotterà la manifestazione coreana, lasciando il posto a Portorico.

## Girone preliminare
| Squadre          | Giocate | Vinte | Perse | RF | RA | Pct   |
| ---------------- | ------- | ----- | ----- | -- | -- | ----- |
| Stati Uniti      | 7       | 7     | 0     | 81 | 20 | 1.000 |
| Cuba             | 6       | 6     | 1     | 75 | 15 | 0.750 |
| Porto Rico       | 7       | 5     | 2     | 51 | 21 | 0.500 |
| Canada           | 7       | 4     | 3     | 61 | 55 | 0.250 |
| Nicaragua        | 7       | 3     | 4     | 58 | 34 | 0.429 |
| Venezuela        | 7       | 1     | 6     | 39 | 64 | 0.143 |
| Antille Olandesi | 7       | 1     | 6     |    |    | 0.143 |
| Aruba            | 7       | 1     | 6     |    |    | 0.143 |

## Fase finale
|  | Semifinali  | Semifinali  | Semifinali |      |             | Finale          | Finale          | Finale          |  |
|  |             |             |            |      |             |                 |                 |                 |  |
|  | Stati Uniti | Stati Uniti | 7          |      |             |                 |                 |                 |  |
|  | Stati Uniti | Stati Uniti | 7          |      |             |                 |                 |                 |  |
|  | Canada      | Canada      | 6          |      |             |                 |                 |                 |  |
|  | Canada      | Canada      | 6          |      | Stati Uniti | Stati Uniti     | 8               |                 |  |
|  |             |             |            |      | Stati Uniti | Stati Uniti     | 8               |                 |  |
|  |             |             | Cuba       | Cuba | 9           |                 |                 |                 |  |
|  | Cuba        | Cuba        | Cuba       | Cuba | 9           | 6               |                 |                 |  |
|  | Cuba        | Cuba        |            |      |             | 6               |                 |                 |  |
|  | Porto Rico  | Porto Rico  | 5          |      |             | Finale 3º posto | Finale 3º posto | Finale 3º posto |  |
|  | Porto Rico  | Porto Rico  | 5          |      |             |                 |                 |                 |  |
|  |             |             |            |      |             |                 |                 |                 |  |
|  |             |             |            |      |             | Canada          | Canada          | 2               |  |
|  |             |             |            |      |             | Canada          | Canada          | 2               |  |
|  |             |             |            |      |             | Porto Rico      | Porto Rico      | 12              |  |

## Classifica finale
| Classifica | Squadre          |
| ---------- | ---------------- |
|            | Cuba             |
|            | Stati Uniti      |
|            | Porto Rico       |
| 4          | Canada           |
| 5          | Nicaragua        |
| 6          | Venezuela        |
| 7          | Antille Olandesi |
| 8          | Aruba            |